# Гай Афраний Стелион
Гай Афраний Стелион (на латински: Gaius Afranius Stellio) е политик на Римската република през началото на 2 век пр.н.е.
Произлиза от плебейската фамилия Афрании, клон Стелион. През 196 пр.н.е. той е народен трибун. Вероятно е същият с това име, който е претор през 185 пр.н.е. и триумвир за създаване на колония през 183 пр.н.е.